# حنش القزم المقدسي
حنش القزم المقدسي (الاسم العلمي: Eirenis rothii)، يعرف عادة باسم الحنش القزم المقدسي أو ثعبان روث أو ثعبان قزمي مقدسي، هو نوع من أنواع الأحناش التي تنتمي لفصيلة الأحناش. يعيش هذا النوع من الأحناش في الشرق الأوسط.

## علم أصول الكلمات
الاسم المحدد لهذا النوع من الأحناش، rothii، هو اسم سميت به تكريما وتقديرا لعالم الطبيعية الألماني يوهانس رودولف روث (1814-1858).

## النطاق الجغرافي
تتواجد أحناش القزم المقدسي في فلسطين، والأردن، ولبنان، وسوريا، وتركيا. ومن الممكن أن تتواجد أيضًا في العراق.

## موائله
المواطن والموائل الطبيعية للأحناش القزم المقدسي هو المناطق التي يتوفر بها أراضي من الأشجار القمئية، حيث من الممكن ان تتواجد هذه الثعابين على أي ارتفاع يتراوح ما بين حوالي 0–1,500 متر (0–4,921 قدم)

## الوصف
هذه الثعابين هي صغيرة الحجم، ومن الممكن أن يصل طولها الإجمالي إلى حوالي 30 سنتيمتر (12 بوصة)، ويتضمن ذلك ذيلها الذي يصل إلى طول يبلغ حوالي 5.5 سنتيمتر (2.2 بوصة). لون الجزء العلوي للرأس والرقبة عند هذه الأحناش هو أسود؛ مع تواجد ثلاثة أو أربعة خطوط عرضية الشكل والتي يكون لونها أصفر. لون جانبي الحلق عند هذه الأحناش هو أسود؛ حيث يمتد هذا اللون ويتصل مع اللون الأسود المتواجد على الرقبة. لون جسم هذه الأحناش في الجزء العلوي أو الظهري هو أصفر-بني، ولون منطقة البطن هو أبيض. الحراشف الظهرية لهذه الأحناش تكون مرتبة في 15 صفا عند منتصف جسما.

## التكاثر
تتكاثر أحناش القزم المقدسي عن طريق نمط البيوضية.